# Acacia terminalis
Acacia terminalis — вид квіткових рослин з родини бобових. Ареал: Австралія (Новий Південний Уельс, Тасманія, Вікторія).

## Середовище
Поширена у відкритих лісах та лісистих місцевостях від північного Нового Південного Уельсу (трохи на північ від Торрінгтона), через прибережні, плоскогірні та західні схили (на захід приблизно до Данеду), поширюючись на південь переважно через плоскогір'я та узбережжя.

## Біоморфологічна характеристика
Це кущ або невелике дерево заввишки до 6 метрів.